# Ottawa
Ottawa (pronunciado em inglês: [ˈɒtəwə, ˈɒtəwɑː] (escutarⓘ); pronunciado em francês: [ɔtawa, ɔtawɔ] (escutarⓘ)) ou Otava (pronunciado em português europeu: [ɔˈtavɐ]) é a capital e quarta maior cidade do Canadá. A cidade está localizada na margem sul do rio Ottawa, na parte leste do sul de Ontário a aproximadamente 400 quilômetros de Toronto, e a 190 quilômetros de Montreal. Ottawa faz limite com Gatineau, na província de Quebec, e as duas formam o núcleo da região metropolitana de Ottawa-Gatineau e da região da capital nacional. Em 2016, Ottawa tinha uma população local de 934 mil habitantes e uma população metropolitana de 1 323 783 tornando-se a quarta maior cidade e a quinta maior região metropolitana do Canadá.
Fundada em 1826 como Bytown e incorporada como "Ottawa" em 1855, a cidade evoluiu para o centro político e tecnológico do Canadá. Suas fronteiras originais foram expandidas através de inúmeras anexações e, em última instância, foram substituídas por uma nova incorporação e amalgamação da cidade em 2001, o que aumentou significativamente sua área de terra. O nome da cidade "Ottawa" foi escolhido em referência ao rio Ottawa, cujo nome é derivado da língua algonquina "Odawa", que significa "trocar".
Ottawa é a cidade com o maior nível educacional do Canadá e abriga várias instituições pós-secundárias, de pesquisa e cultura, incluindo o Centro Nacional de Artes, a Galeria Nacional e vários museus nacionais. A cidade tem o mais alto padrão de vida na nação e o mais baixo desemprego. Classificou-se em segundo lugar a nível nacional, 24º em todo o mundo no índice de qualidade de vida e é consistentemente classificado como o melhor lugar para se viver no Canadá.

## História

### Primeiros povos e exploração europeia
Nativos americanos algonquinos e iroqueses habitavam a região onde atualmente fica a cidade de Ottawa muito antes da chegada dos primeiros exploradores europeus. Tais nativos usavam o Rio Ottawa para locomoção e alimentação. Em 1613, o francês Samuel de Champlain passou pela região. A partir de então, caçadores e comerciantes de pele usariam o Rio Ottawa como uma rota para o oeste canadense.

### Século XIX

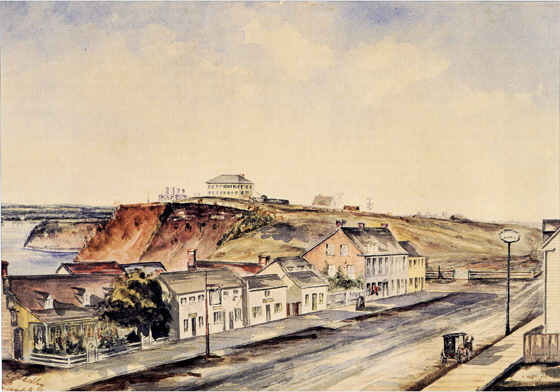
A atual Parliament Hill em 1853.

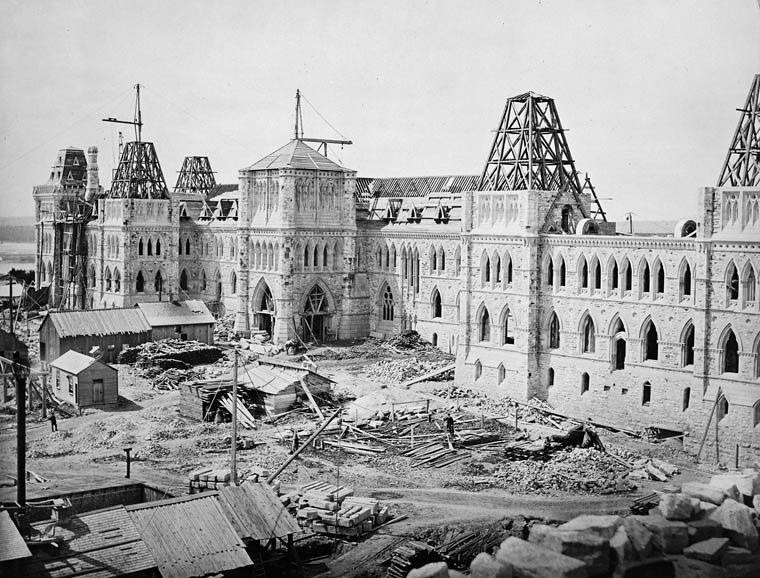
Centre Block em Parliament Hill em construção em 1863.

Em 1800, Philemon Wright, um fazendeiro de Massachusetts, começou a cultivar uma área ao norte do Rio Ottawa (onde atualmente fica a cidade de Gatineau, Quebec). Logo, com o sucesso comercial conseguido, outros assentadores começaram a assentar a região. Ira Honeywell foi a primeira pessoa de descendência europeia a assentar na margem sul do Rio Ottawa, em 1811.
Após a Guerra de 1812, os britânicos temiam outra invasão estadunidense contra o Canadá. Com isto, os britânicos decidiram construir um canal, o Canal de Rideau, conectando o Rio São Lourenço, na altura da cidade de Kingston, ao Rio Ottawa, com o propósito de transportar materiais e armas ao interior do Canadá sem precisar usar o São Lourenço, depois de Kingston, perigosamente perto dos Estados Unidos e vulnerável a quaisquer possíveis ataques. Engenheiros britânicos foram mandados pelo Reino Unido, estabelecendo-se na área onde atualmente Ottawa está localizada. O assentamento construído para abrigar os trabalhadores foi chamado de Bytown, que foi completado em 1832. Então, Ottawa tinha uma população de aproximadamente 1,9 mil habitantes, subindo para 2,4 mil habitantes em 1837, graças à indústria madeireira que desenvolveu-se na pequena vila. Bytown foi elevado ao posto de cidade em 1850, então com mais de dez mil habitantes, e seu nome mudou definitivamente para Ottawa.
O Alto Canadá e o Baixo Canadá, províncias coloniais da Inglaterra, foram fundidas em 1840. em uma única província do Canadá. Durante 17 anos, ficou no ar qual seria a capital definitiva da nova província unificada politicamente, mas dividida culturalmente. Neste período, serviram como capitais temporários as cidades de Kingston, Montreal, Quebec e Toronto. Finalmente, a decisão caiu nos braços da Rainha Vitória, em 1857. Considerando as várias possíveis cidades, inclusive as quatro mencionadas acima, a Rainha escolheu Ottawa, por três motivos. Primeiramente, Ottawa era relativamente distante dos Estados Unidos, estando numa posição estrategicamente mais segura do que outras possíveis escolhas. Segundo, a localização da cidade, localizada exatamente entre o Alto Canadá e o Baixo Canadá, diminuiria tensões culturais entre os canadenses de origem francesa e os canadenses de origem inglesa. A terceira razão foi a beleza da região onde Ottawa estava localizada, segundo a opinião da Rainha.
Em 1867, com a independência do Canadá, Ottawa tornou-se a nova capital do recém-criado país, e sua população havia alcançado 18 mil habitantes. A cidade crescia de modo desorganizado, com várias ferrovias tendo sido construídas no centro da cidade, para a acomodação do transporte e comércio de madeira. Em 1896, o então primeiro-ministro do Canadá, Wilfrid Laurier, criou um programa de planejamento urbano, cujo principal objetivo era o embelezamento da cidade, que não saíra do papel.

### Século XX

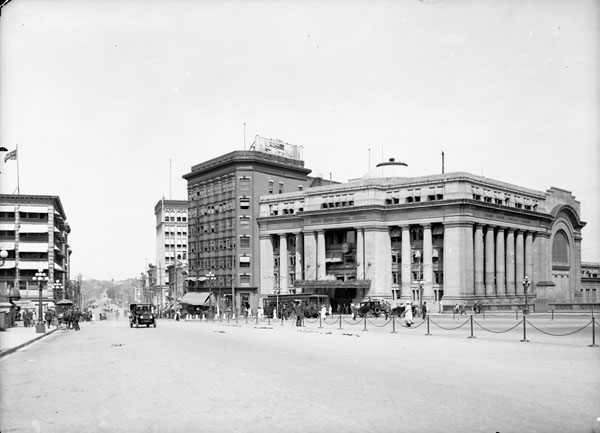
A Union Station em 1922.

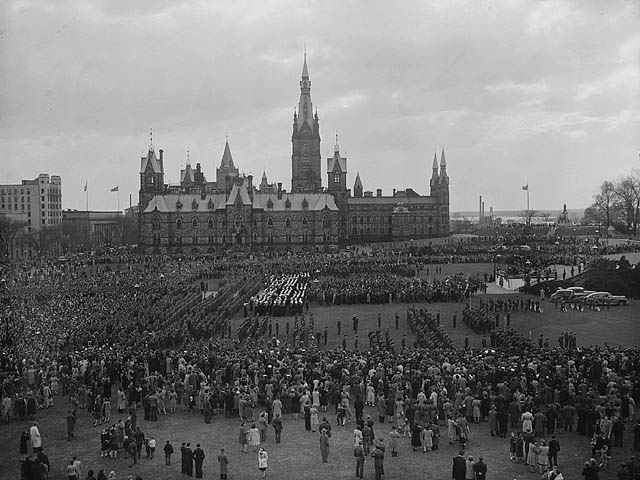
Comemoração em Parliament Hill da Vitória na Europa durante a Segunda Guerra Mundial, 8 de maio de 1945.

Em 1900, um incêndio destruiu boa parte da cidade, fazendo com que boa parte dos 60 mil habitantes da Ottawa de então ficassem desabrigadas. A cidade foi lentamente reconstruída, até 1912, quando havia alcançado 90 mil habitantes. Em 3 de fevereiro de 1916, a parte central do antigo parlamento canadense foi destruída em um incêndio. Com a Casa dos Comuns temporariamente estabelecida no que é atualmente o Museu Canadense de Natureza, a parte central foi reconstruída, uma estrutura gótica, conhecida como Torre da Paz, que tornou-se conhecida com o passar do tempo como o principal símbolo da cidade.
Em 1937, o então primeiro-ministro do Canadá, William Lyon Mackenzie King, indicou Jacques Gréber - um famoso urbanista francês, responsável pela revitalização urbana de Paris - para replanejar a cidade de Ottawa. Com o início da Segunda Guerra Mundial, os planos ficaram novamente no papel, e Jacques Gréber voltou para a França.
Foi somente após a guerra que os planos de um melhor planejamento urbano na cidade continuaram, com Jacques Gréber novamente no Canadá. O plano proposto por Gréber foi aprovado pelo parlamento canadense em 1951. Com isso, 51 quilômetros de ferrovias foram removidas, e a estação central de trem foi movida para uma região mais afastada do centro da cidade, a leste. Também foram construídos muitos parques em volta da cidade, bem como um gigantesco parque, com mais de 35 mil hectares, na cidade vizinha de Gatineau. O plano também indicava que prédios governamentais deveriam ser construídos não apenas todos concentrados numa área, mas ao invés disso, serem construídos nos limites da cidade. Ao longo da década de 1960 e de 1970, tais planos continuaram, com a criação de praias e mais parques.
Enquanto isso, o município instituiu a Commercial and Industrial Development Corporation (atualmente Economic Development Corporation), em 1962, para promover o crescimento econômico de Ottawa. Este órgão municipal criou 12 parques industriais ao longo da década de 1960 e de 1970. Em 1973, uma lei que propunha limites à altura máxima dos prédios construídos no centro da cidade foi rejeitada pelo Conselho municipal. Com isso, mais e mais arranha-céus foram construídos no centro da cidade. Com o medo de congestionamentos e problemas no sistema de transporte público, Ottawa replanejou totalmente seu sistema de transporte público, com a criação de mais linhas de ônibus, bem como linhas de light rail.
Em 2001, dez subúrbios de Ottawa foram fundidas com o último, então com cerca de 350 mil habitantes dentro do seus limites municipais. Ottawa passou a ter mais de 750 mil habitantes com esta fusão. As cidades fundidas são Cumberland (55 mil habitantes), Gloucester (120 mil habitantes), Goulborn (24 mil habitantes), Kanata (56 mil habitantes), Nepean (135 mil habitantes), Osgoode (13 mil habitantes), Rideau (13 mil habitantes), Rockcliffe Park (2,1 mil habitantes), Vanier (17 mil habitantes) e West Carleton (18 mil habitantes).

## Geografia

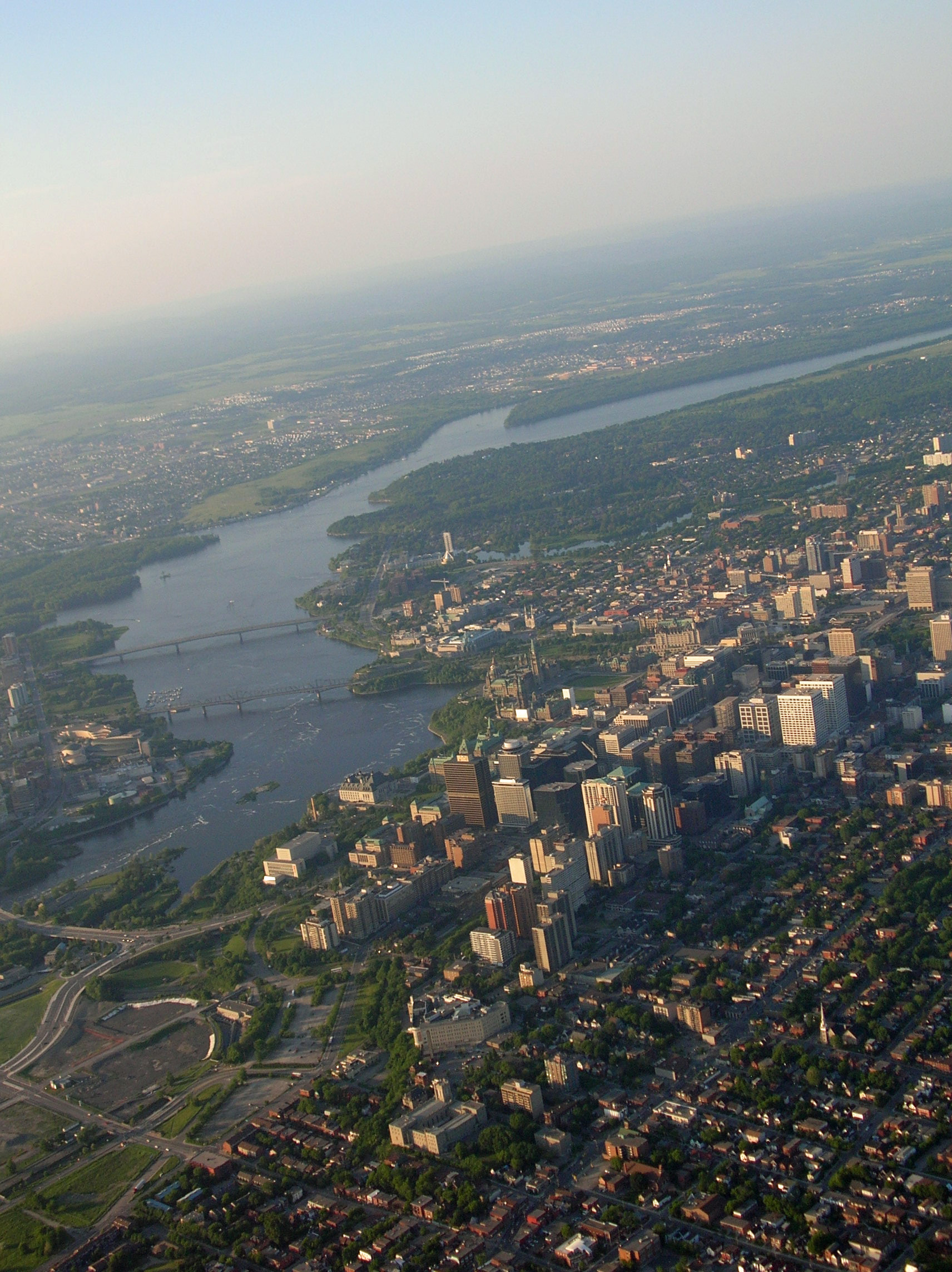
Ottawa vista a partir de um balão de ar quente.

Ottawa está localizada na margem sul do Rio Ottawa, perto dos estuários do Rio Rideau e do Canal Rideau. A parte mais antiga da cidade, incluindo o centro histórico e remancescentes da Bytown, é chamada de Lower Town, localizada entre os rios e o canal. Já o centro financeiro e comercial da cidade, o Centrehub, está localizado a oeste, ao longo do Canal Rideau. Às margens do Rio Ottawa, no Parliament Hill, estão localizadas a maioria das estruturas histórias governamentais, incluindo o parlamento canadense.
Ottawa registra em média um pequeno abalo sísmico a cada três anos, em média. Em 1 de janeiro de 2000, a cidade registrou um terremoto que atingiu 5,2 na escala Richter. Em 24 de fevereiro de 2006, Ottawa registrou um terremoto, que atingiu 4,5 na escala Richter.

### Clima
Ottawa possui um clima temperado.  Temperaturas variam consideravelmente o ano inteiro, desde −46,1°C, a menor temperatura já registrada na cidade, no inverno de 1943, até 39,5 °C, no verão de 2005.  O −46,1 °C registrado em 1943 é a segunda menor temperatura mínima já registrada em uma capital de país do mundo, atrás apenas de Ulaanbaatar, Mongólia. Ottawa é a sétima capital de país mais fria do mundo, em temperatura média anual.
Verões são relativamente quentes e úmidos em Ottawa, embora eles sejam tipicamente curtos. A temperatura média da cidade no verão é de 26,5 °C, embora temperaturas de 30 °C ou mais ocorram frequentemente. Durante períodos de altas temperaturas, alta  umidade do ar é um problema constante, especialmente próximo aos rios. A cidade registra anualmente, em média, 41, 12 e dois dias, com temperaturas superiores a 30 °C, 35 °C e 40 °C, respectivamente, contando-se a umidade do ar. A temperatura mais alta já registrada em Ottawa, contando-se a umidade do ar, foi registrada em 1 de agosto de 2006.
Neve e gelo dominam durante o inverno. Ottawa recebe cerca de 235 centímetros de neve por ano. A maior  precipitação já registrada na cidade foi de 76 centímetros, em 4 de março de 1947. A temperatura média da cidade no inverno é de −10,8 °C, embora dias com temperaturas médias acima de zero e noites com temperaturas menores de −25 °C ocorram com frequência na cidade. Uma camada duradoura de neve é comum em Ottawa desde o final de novembro até o início de abril, embora alguns anos não registrem neve até em torno do Natal.  O efeito das temperaturas baixas da cidade no inverno é amplificado pelo fator do vento. Ottawa registra anualmente, em média, 51, 14 e um dias com fatores do vento abaixo de −20 °C, −30 °C e −40 °C, respectivamente. A temperatura mais baixa já registrada na cidade, incluindo-se o fator do vento, foi de −47,8 °C, registrada em 8 de janeiro de 1968.
A primavera e o outono possuem condições meteorológicas instáveis, sujeitas a extremos em temperaturas e mudanças imprevisíveis quanto ao tempo. Dias com temperaturas acima de 30 °C foram registrados no início de abril e no final de outubro, e dias de neve foram registrados em maio e no início de outubro. A precipitação média de chuva de Ottawa é de 943 milímetros. A maior precipitação de chuva já registrada em Ottawa ocorreu em 9 de setembro de 2004, de 136 milímetros. A cidade registra em média 2 060 horas ensolaradas por ano.
Eventos meteorológicos destrutivos, tais como tornados, inundações, ondas de calor e precipitação severa de granizo, são raros, mas todos já ocorreram em Ottawa. Recentemente, Ottawa foi atingida por tornados em 1978, 1994 e 1999.
| Médias meteorológicas para Ottawa Macdonald-Cartier International Airport | Médias meteorológicas para Ottawa Macdonald-Cartier International Airport | Médias meteorológicas para Ottawa Macdonald-Cartier International Airport | Médias meteorológicas para Ottawa Macdonald-Cartier International Airport | Médias meteorológicas para Ottawa Macdonald-Cartier International Airport | Médias meteorológicas para Ottawa Macdonald-Cartier International Airport | Médias meteorológicas para Ottawa Macdonald-Cartier International Airport | Médias meteorológicas para Ottawa Macdonald-Cartier International Airport | Médias meteorológicas para Ottawa Macdonald-Cartier International Airport | Médias meteorológicas para Ottawa Macdonald-Cartier International Airport | Médias meteorológicas para Ottawa Macdonald-Cartier International Airport | Médias meteorológicas para Ottawa Macdonald-Cartier International Airport | Médias meteorológicas para Ottawa Macdonald-Cartier International Airport | Médias meteorológicas para Ottawa Macdonald-Cartier International Airport |
| Mês                                                                       | Jan                                                                       | Fev                                                                       | Mar                                                                       | Abr                                                                       | Mai                                                                       | Jun                                                                       | Jul                                                                       | Ago                                                                       | Set                                                                       | Out                                                                       | Nov                                                                       | Dez                                                                       | Ano                                                                       |
| ------------------------------------------------------------------------- | ------------------------------------------------------------------------- | ------------------------------------------------------------------------- | ------------------------------------------------------------------------- | ------------------------------------------------------------------------- | ------------------------------------------------------------------------- | ------------------------------------------------------------------------- | ------------------------------------------------------------------------- | ------------------------------------------------------------------------- | ------------------------------------------------------------------------- | ------------------------------------------------------------------------- | ------------------------------------------------------------------------- | ------------------------------------------------------------------------- | ------------------------------------------------------------------------- |
| Alta recorde °C (°F)                                                      | 12 (54)                                                                   | 12.4 (54)                                                                 | 26.7 (80)                                                                 | 31.1 (88)                                                                 | 32.8 (91)                                                                 | 36.1 (97)                                                                 | 36.7 (98)                                                                 | 37.8 (100)                                                                | 35 (95)                                                                   | 27.8 (82)                                                                 | 23.9 (75)                                                                 | 16.3 (61)                                                                 | 37,8 (100)                                                                |
| Média alta °C (°F)                                                        | −6.1 (21)                                                                 | −4.1 (25)                                                                 | 2.2 (36)                                                                  | 10.8 (51)                                                                 | 19.1 (66)                                                                 | 23.8 (75)                                                                 | 26.5 (80)                                                                 | 24.9 (77)                                                                 | 19.5 (67)                                                                 | 12.5 (55)                                                                 | 4.8 (41)                                                                  | −3 (27)                                                                   | 10,9 (52)                                                                 |
| Média diária °C (°F)                                                      | −10.8 (13)                                                                | −8.7 (16)                                                                 | −2.5 (28)                                                                 | 5.7 (42)                                                                  | 13.4 (56)                                                                 | 18.3 (65)                                                                 | 20.9 (70)                                                                 | 19.5 (67)                                                                 | 14.3 (58)                                                                 | 7.8 (46)                                                                  | 1 (34)                                                                    | −7.1 (19)                                                                 | 6 (43)                                                                    |
| Média baixa °C (°F)                                                       | −15.3 (4)                                                                 | −13.3 (8)                                                                 | −7.1 (19)                                                                 | 0.6 (33)                                                                  | 7.7 (46)                                                                  | 12.7 (55)                                                                 | 15.4 (60)                                                                 | 14.1 (57)                                                                 | 9.1 (48)                                                                  | 3 (37)                                                                    | −2.8 (27)                                                                 | −11.1 (12)                                                                | 1,1 (34)                                                                  |
| Baixa recorde °C (°F)                                                     | −35.6 (-32)                                                               | −36.1 (-33)                                                               | −30.6 (-23)                                                               | −16.7 (2)                                                                 | −5.6 (22)                                                                 | −0.1 (32)                                                                 | 5 (41)                                                                    | 2.6 (37)                                                                  | −3 (27)                                                                   | −7.8 (18)                                                                 | −21.7 (-7)                                                                | −34.4 (-30)                                                               | −36,1 (−33)                                                               |
| Precipitação mm (polegadas)                                               | 25.2 (0.99)                                                               | 17.6 (0.69)                                                               | 36.3 (1.43)                                                               | 60.5 (2.38)                                                               | 78.4 (3.09)                                                               | 85 (3.35)                                                                 | 90.6 (3.57)                                                               | 87.1 (3.43)                                                               | 85.3 (3.36)                                                               | 74.9 (2.95)                                                               | 59.8 (2.35)                                                               | 31.3 (1.23)                                                               | 732 (28,82)                                                               |
| Neve cm (polegadas)                                                       | 55.2 (21.7)                                                               | 46 (18.1)                                                                 | 39.8 (15.7)                                                               | 11 (4.3)                                                                  | 0.6 (0.2)                                                                 | 0 (0)                                                                     | 0 (0)                                                                     | 0 (0)                                                                     | 0 (0)                                                                     | 4.1 (1.6)                                                                 | 21.9 (8.6)                                                                | 57.2 (22.5)                                                               | 235,7 (92,8)                                                              |
| Fonte: Environment Canada 08-02-2009                                      |                                                                           |                                                                           |                                                                           |                                                                           |                                                                           |                                                                           |                                                                           |                                                                           |                                                                           |                                                                           |                                                                           |                                                                           |                                                                           |

## Demografia

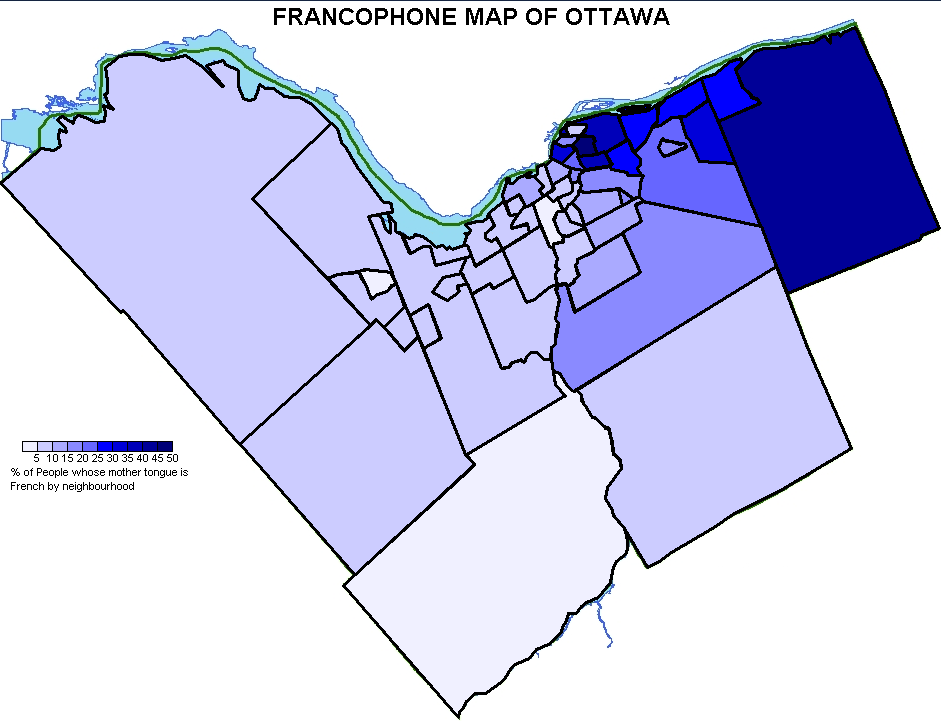
Mapa de Ottawa mostrando a percentagem de francófonos vivendo em Ottawa, por região.

Em 2011, as populações da cidade de Ottawa e da área metropolitana de Ottawa-Gatineau eram de 883.391 e 1.236.324 habitantes, respectivamente. A cidade tinha uma densidade populacional de 316,6 pessoas por km² em 2006, enquanto a área metropolitana tinha uma densidade populacional de 196,6 pessoas por km².
É a segunda maior cidade de Ontário, quarta maior cidade do país e a quarta maior metrópole do país. A idade média de Ottawa de 39,2 anos é abaixo das médias provinciais e nacionais de 2011. Jovens menores de 15 anos constituíram 16,8% da população total em 2011, enquanto os de idade de aposentadoria (65 anos e mais) constituíram 13,2%. Em 2011, as mulheres constituíram 51,5% da população amalgamada de Ottawa.
Entre 1987 e 2002, 131 816 indivíduos se mudaram para a cidade, o que representa 75% do crescimento da população nesse período. Mais de 20% da população da cidade é estrangeira, sendo os países de origem mais comuns o Reino Unido (8,8% dos estrangeiros), China (8,0%) e Líbano (4,8%). Cerca de 6,1% dos residentes não são cidadãos canadenses.
Os membros dos grupos minoritários visíveis (não brancos/europeus) constituem 23,7%, enquanto os de origem aborígene constituem 2,1% da população total. Os maiores grupos minoritários visíveis são: afro-canadenses: 5,7%, chineses: 4,0%, sul-asiáticos: 3,9% e árabes: 3,7%. Grupos menores incluem latino-americanos, do Sudeste Asiático, filipinos e do Oriente Médio.
Cerca de 65% dos residentes de Ottawa se descreveram como cristãos em 2011, sendo que os católicos representando 38,5% da população e os membros das igrejas protestantes 25%. As religiões não-cristãs também estão muito bem estabelecidas em Ottawa, sendo as maiores: islamismo (6,7%), hinduísmo (1,4%), budismo (1,3%) e judaísmo (1,2%). Aqueles sem afiliação religiosa representam 22,8%.
O bilinguismo tornou-se uma política oficial para a condução dos negócios municipais em 2002 e 37% da população podia falar ambas as línguas em 2006, tornando-a a maior cidade do Canadá com o inglês e o francês como línguas co-oficiais. Aqueles que identificam o inglês como sua língua materna constituem 62,4%, enquanto aqueles com francês como língua materna representam 14,2% da população. Em termos de conhecimento dos entrevistados sobre uma ou ambas as línguas oficiais, 59,9% e 1,5% da população têm conhecimento de inglês e apenas francês, respectivamente; enquanto 37,2% têm conhecimento de ambas as línguas. A área metropolitana tem uma proporção maior de francófonos do que Ottawa, já que Gatineau é majoritariamente uma região de língua francesa. Um adicional de 20,4% da população lista idiomas diferentes do inglês e francês como língua materna. Estes incluem árabe (3,2%), chinês (3,0%), espanhol (1,2%), italiano (1,1%) e muitos outros.

## Governo e política

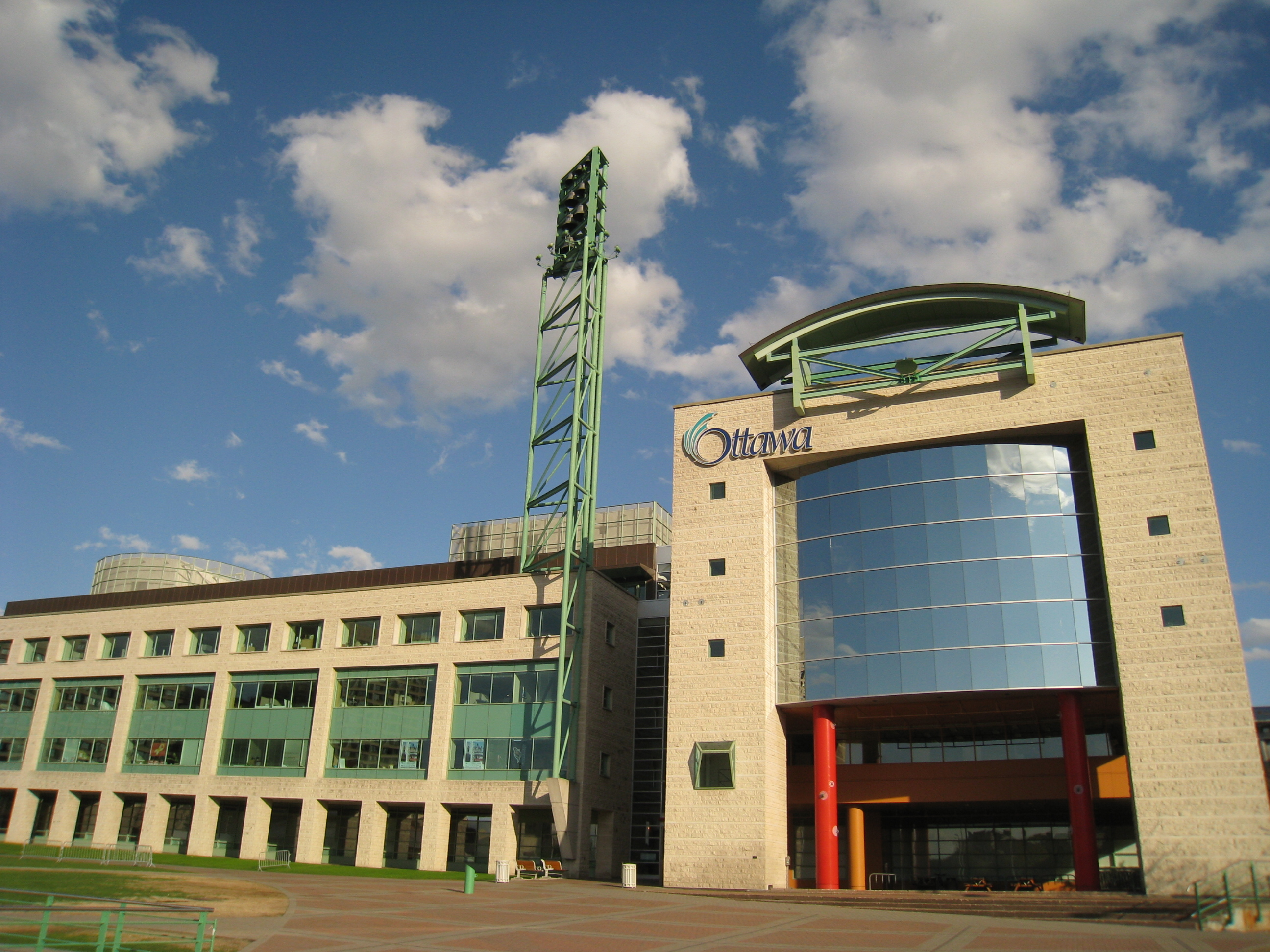
Prefeitura de Ottawa.

Os habitantes de Ottawa elegem um prefeito e 21 conselheiros para mandatos de até três anos de duração. Impostos de propriedade, venda e comércio provém a cidade parte da receita anual necessária para a manutenção dos serviços públicos, mas a maioria da receita provém de fundos do governo nacional e provincial. O Partido Liberal do Canadá tradicionalmente possui um bom suporte da população da Ottawa, embora apenas partes da cidade sejam consistentemente dominados pelos liberais, notavelmente, as regiões francófonas de Ottawa, localizadas no leste da cidade, especialmente Vanier e o centro de Gloucester. A região central de Ottawa possui tendências esquerdistas, favorecendo Novo Partido Democrático, que possui o apoio de sindicatos governamentais e grupos ativistas instalados na região.
Alguns dos subúrbios de Ottawa, especialmente Nepean e Órleans (apesar de sua população francófona) não são dominados consistentemente por um único partido político, com resultados de eleições variando de eleição para eleição. As regiões sul e oeste da antiga cidade de Ottawa tendem a periodicamente apoiar o Partido Conservador do Canadá. À medida que se viaja à oeste do centro de Ottawa, em direção a subúrbios como Kanata e Barrhaven, bem como nas áreas rurais da cidade, a população tende a possuir maiores tendências conservadoras, tanto economicamente quanto socialmente, suportando o Partido Conservador. Isto ocorre especialmente nos antigos distritos de West Carleton, Goulbourn, Rideau e Osgoode.Porém, nem todas áreas rurais de Ottawa suportam o Partido Conservador. Áreas rurais de Cumberland, que possui uma grande comunidade francófona, tradicionalmente suporta o Partido Liberal, embora recentemente o suporte aos liberais tenha se enfraquecido.
Ottawa tornou-se a capital legislativa dos Territórios do Noroeste, quando partes do território foram separadas para a criação das províncias de Alberta e Saskatchewan, em 1905. Entre 1905 e 1951, quase todos os membros do conselho eram serventes civis vivendo em Ottawa. De 1951 até 1967, os Territórios do Noroeste realizaram sessões legislativas em várias comunidades do território, de maneira alternativa, sendo que Ottawa apenas sediava sessões legislativas do conselho, embora permanecesse oficialmente a capital do território até 1967, quando foi transferida para Yellowknife. Fort Smith foi o primeiro centro administrativo dos Territórios do Noroeste, sediando serviço civil entre 1911 e 1967.

### Cidades gêmeas
Ottawa é gêmea das seguintes cidades mundiais:
- Beijing, China;[27]
- Cairo, Egito;[28] e
- Catânia, Itália.[29]

## Economia

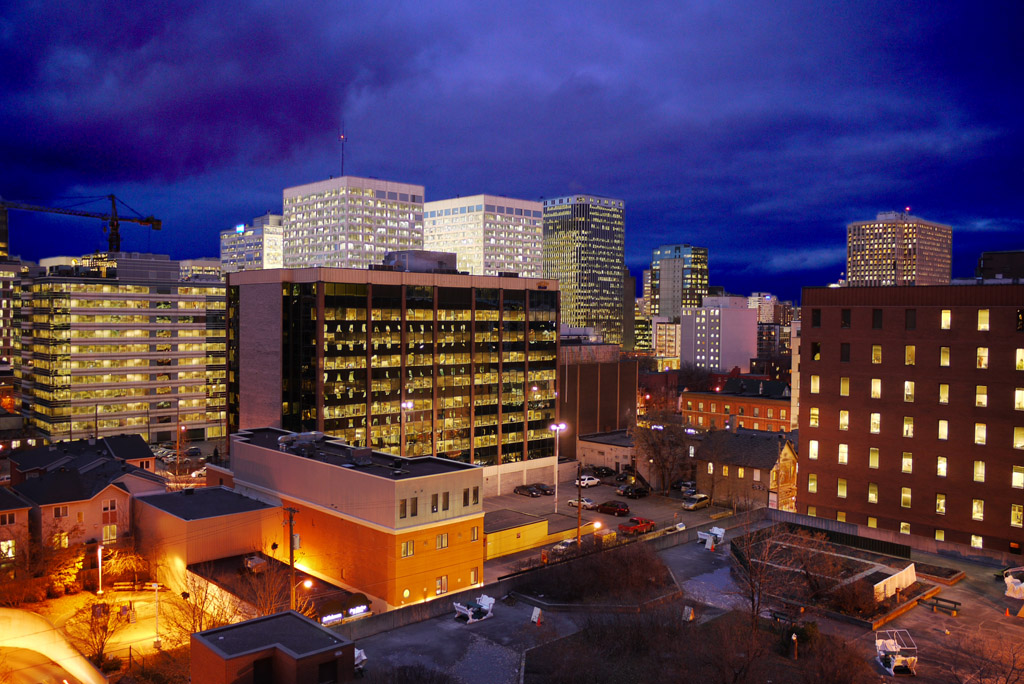
Centro financeiro da cidade à noite.

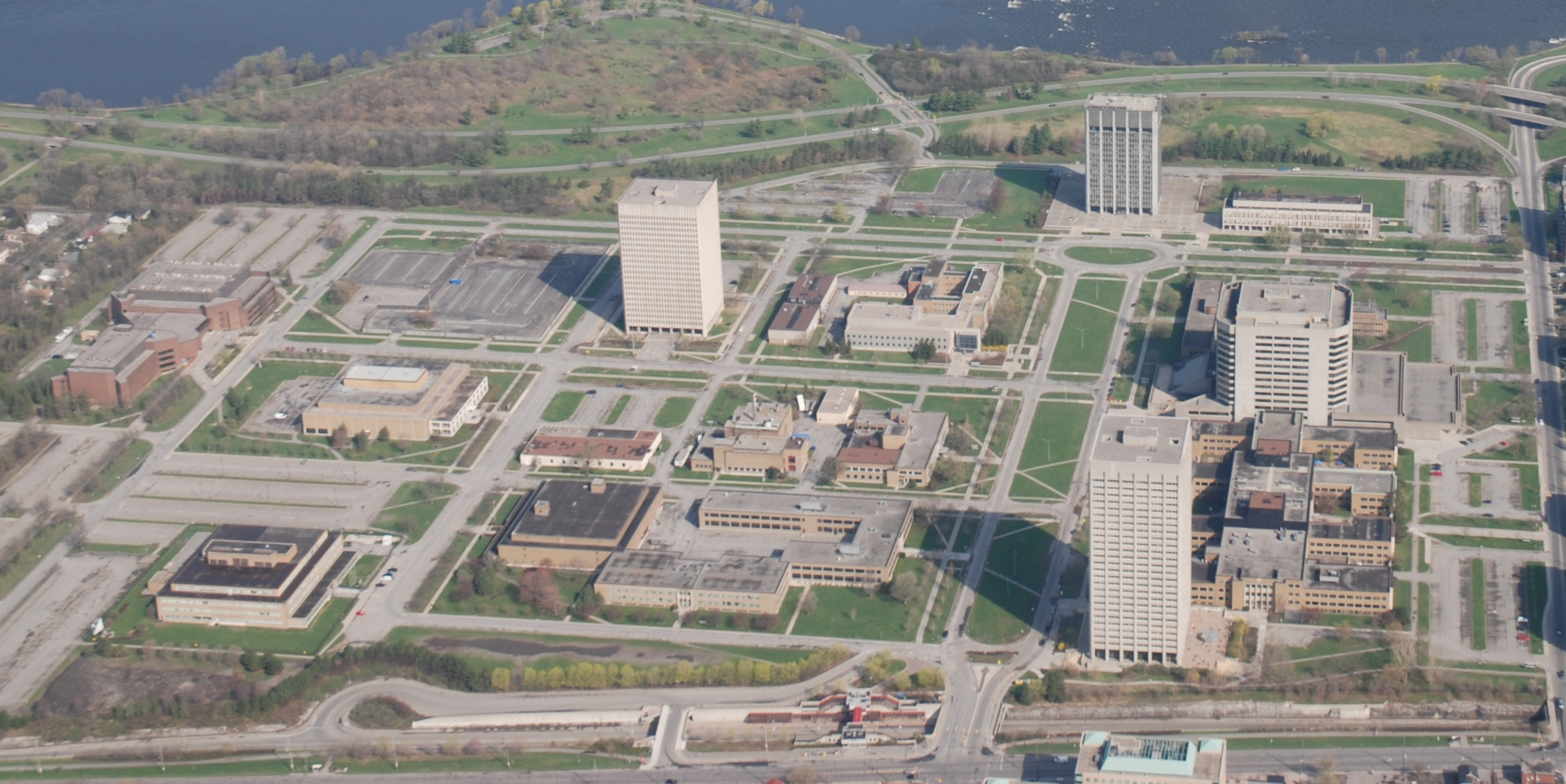
Desenvolvido no início dos anos 1950, o Tunney's Pasture é uma área que é para edifícios do governo federal canadense.

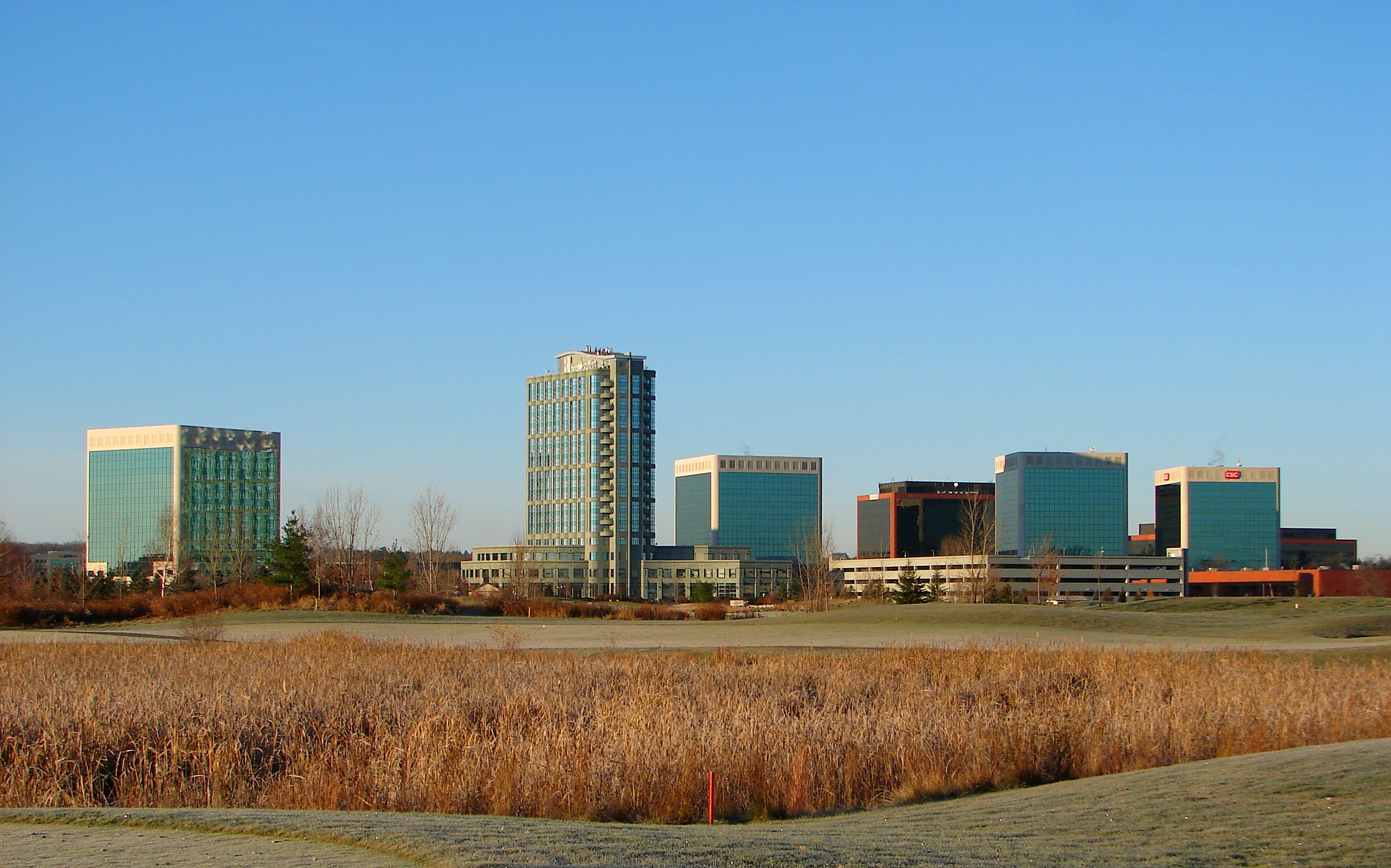
O Kanata Research Park é o lar de muitas empresas, principalmente de alta tecnologia.

Ottawa tinha um alto padrão de vida, baixo desemprego e a quarta maior taxa de crescimento do PIB entre as principais cidades canadenses em 2007 em 2,7%, o que excedeu a média canadense de 2,4%. A região de Ottawa-Gatineau tem a terceira maior renda de todas as principais cidades canadenses. A receita bruta média na região foi de 40.078 dólares, um aumento de 4.9% em relação ao ano anterior. A taxa anual de custo de vida em 2007 cresceu 1,9%. A Mercer classifica Ottawa com a terceira maior qualidade de vida de qualquer grande cidade da América e 16ª maior do mundo. Também é classificada como a segunda cidade mais limpa do Canadá e a terceira cidade mais limpa do mundo. Em 2012, a cidade foi classificada pelo terceiro ano consecutivo como a melhor comunidade do Canadá para viver pela revista canadense MoneySense.
Os principais empregadores de Ottawa são o Serviço Público do Canadá e o setor de alta tecnologia, embora o turismo e a saúde também representem atividades econômicas cada vez mais importantes. O governo federal é o maior empregador da cidade, empregando mais de 110 mil indivíduos da região da capital nacional. A sede nacional de muitos departamentos federais está localizada em Ottawa, particularmente em todo o centro e nos complexos Terrasses de la Chaudière e Place du Portage em Hull. A sede da Defesa Nacional, localizada em Ottawa, é o principal centro de comando das Forças Armadas do Canadá e hospeda o Departamento de Defesa Nacional. A área de Ottawa inclui as instalações militares de Leitrim, Uplands e o Rockcliffe. Durante o verão, a cidade abriga a Guarda Cerimonial, que desempenha funções como a Mudança da Guarda. Como capital nacional do Canadá, o turismo é uma parte importante da economia de Ottawa, particularmente após o 150º aniversário do Canadá, centrado em Ottawa. A liderança das festividades fez muito investimento em infraestrutura cívica, atualizações na infraestrutura turística e aumentos nas atrações culturais nacionais. A Região da Capital Nacional atrai anualmente cerca de 7,3 milhões de turistas, que gastam cerca de 1,18 bilhões de dólares na área.
Além das atividades econômicas que vêm com a capital nacional, Ottawa é um importante centro tecnológico; em 2015, suas 1800 empresas empregavam aproximadamente 63.400 pessoas. A concentração de empresas nesta indústria ganhou a cidade o apelido de "Vale do Silício do Norte". A maioria dessas empresas é especializada em telecomunicações, desenvolvimento de software e tecnologia ambiental. Empresas da grande tecnologia como Nortel, Corel, Cognos e Shopify foram fundadas na cidade. Ottawa também tem sedes regionais da Nokia, 3M, Adobe Systems, Bell Canada, IBM e Hewlett-Packard. Muitas das telecomunicações e novas tecnologias estão localizadas na parte ocidental da cidade (anteriormente Kanata). O "setor tecnológico" estava particularmente bem entre 2015 e 2016.
Outro importante empregador é o setor de saúde, que emprega mais de 18 mil pessoas. Quatro hospitais gerais ativos estão na área de Ottawa: o Hospital Queensway-Carleton, o Hospital de Ottawa, o Hospital Montfort e o Hospital Infantil do Leste de Ontário. Várias instalações hospitalares especializadas também estão presentes, como o Instituto do Coração da Universidade de Ottawa e o Centro de Saúde Mental Royal Ottawa. Nordion, i-Stat, o Conselho Nacional de Pesquisa do Canadá e o OHRI fazem parte do crescente setor de ciências da vida. Negócios, finanças, administração e vendas e serviços altos entre os tipos de ocupações. Aproximadamente 10% do PIB de Ottawa é derivado de finanças, seguros e imóveis, enquanto o emprego nas indústrias produtoras de bens é apenas metade da média nacional. O governo da cidade de Ottawa é o segundo maior empregador, com mais de 15.000 funcionários.

## Infraestrutura

### Educação

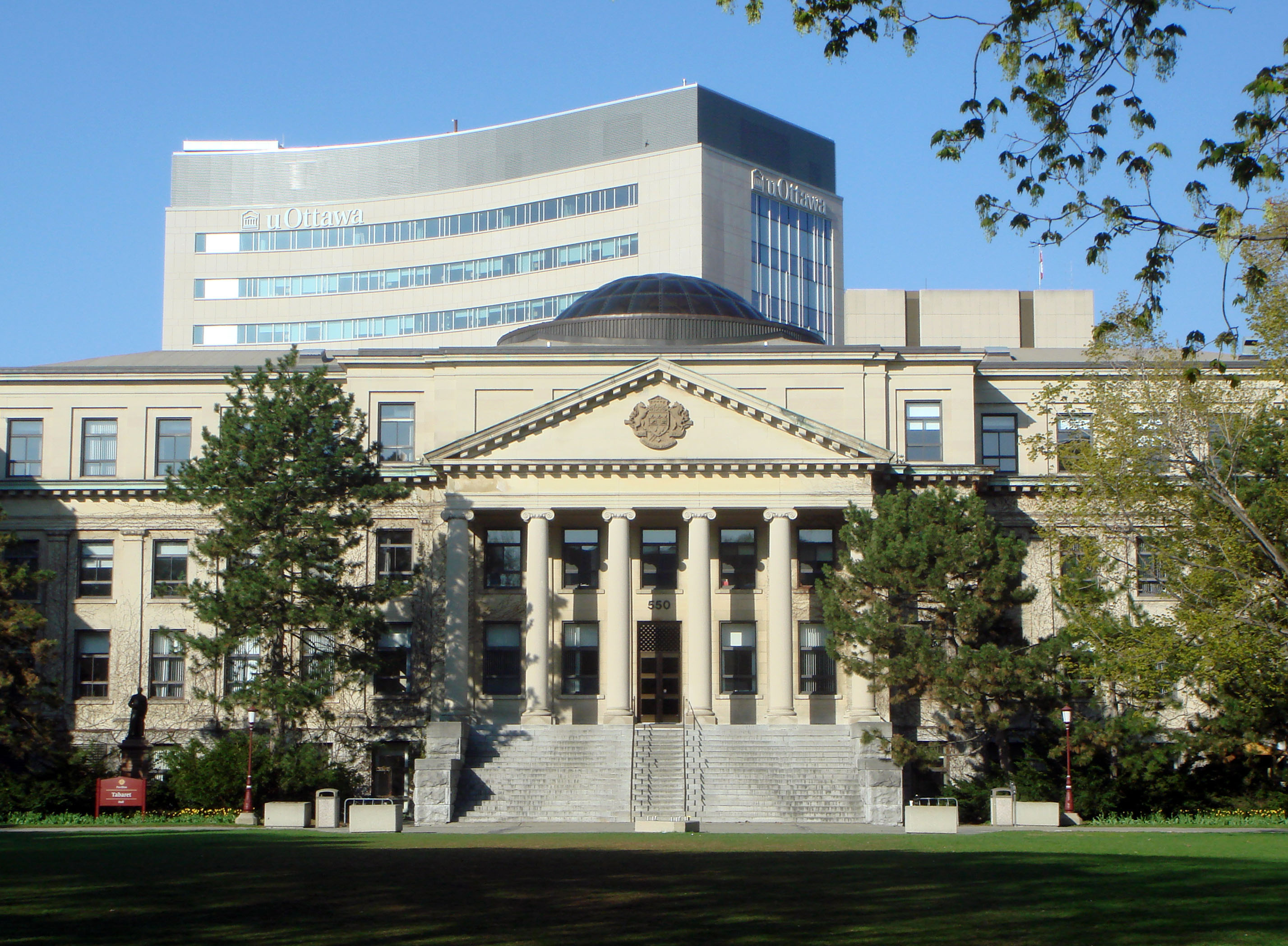
Universidade de Ottawa, criada em 1848.

Ottawa é conhecida como uma das cidades mais educadas do Canadá, sendo que mais da metade da população tem ensino superior completo. Ottawa tem a maior concentração per capita de engenheiros, cientistas e doutores no Canadá.
A cidade possui duas universidades públicas principais. A Universidade de Ottawa (originalmente chamada "College of Bytown") foi a primeira instituição pós-secundária estabelecida na cidade em 1848. A universidade eventualmente se expandiu para se tornar a maior universidade bilíngue anglo-francófona no mundo. É também um membro da U15, um grupo de universidades de grande intensidade de pesquisa e altamente respeitadas no Canadá. A Universidade de Carleton foi fundada em 1942 para atender às necessidades dos veteranos da Segunda Guerra Mundial e mais tarde se tornou a primeira faculdade privada e não denominacional de Ontário. Ao longo do tempo, Carleton faria a transição para a universidade pública que é atualmente. Nos últimos anos, Carleton foi classificada entre as melhores universidades no Canadá.
Ottawa também possui duas faculdades públicas principais - Algonquin College e La Cité collégiale. Possui também duas universidades católicas - Universidade Dominicana e Universidade Saint Paul. Outras faculdades e universidades em áreas próximas (ou seja, a cidade vizinha de Gatineau) incluem a Universidade de Quebec em Outaouais, Cégep de l'Outaouais e Heritage College. Existem quatro conselhos de escolas públicas principais em Ottawa: inglês, inglês-católico, francês e francês-católico. O anglófono Ottawa-Carleton District School Board (OCDSB) é o maior conselho com 147 escolas, seguido do anglófono e católico Ottawa Catholic School Board, com 85 escolas. Os dois conselhos de língua francesa são o Conseil des écoles catholiques du Centre-Est com 49 escolas e o Conseil des écoles publiques de l'Est de l'Ontario, com 37 escolas. Ottawa também possui inúmeras escolas privadas que não fazem parte de um conselho. A Biblioteca Pública de Ottawa foi criada em 1906 como parte do famoso sistema de bibliotecas Carnegie. O sistema de bibliotecas tinha 2,3 milhões de itens em seu acervo em 2008.

### Transportes

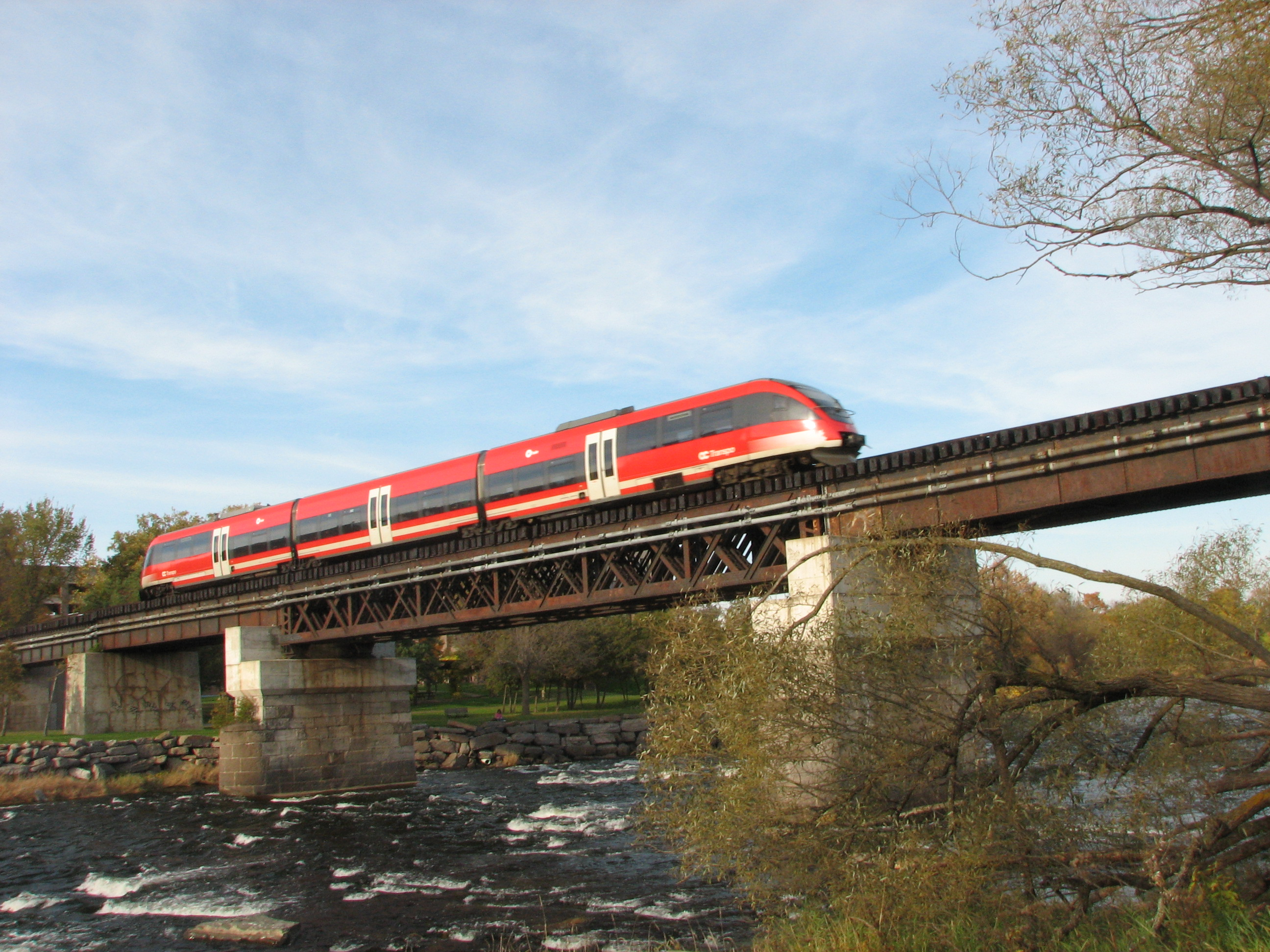
Ottawa O-Train do sistema de light rail de Ottawa.

Ottawa é servido por trens de passageiros e de carga, e possui uma limitada malha ferroviária dentro de seus limites municipais. O Aeroporto Internacional de Ottawa é servido pelas principais linhas aéreas do país, que conectam a cidade com outras cidades primárias do Canadá, bem como algumas cidades nos Estados Unidos.
Ottawa possui um sistema de vias expressas de aproximadamente 40 quilômetros de comprimento, suficiente para atender às demandas da cidade. Porém, este sistema não está ligado com aquela da cidade de Gatineau, o que causa sérios problemas de trânsito entre as pontes que conectam Ottawa com Gatineau. As principais rodovias que servem a cidade são a Highway 417 (também parte da Trans-Canada Highway), a Highway 416, e a Quebec Autoroute 5, que liga Ottawa com Gatineau.
O sistema de transporte público é totalmente integrado, dispondo de uma eficiente malha de rotas de ônibus e um sistema de light rail. Muitas vias públicas estão dedicadas exclusivamente ao tráfego de ônibus, bicicletas e/ou pedestres.
Entretanto, por total incompetência do governo da cidade, os motoristas e funcionários da OCtransp já se encontram há mais de um mês em férias, (supostamente greve) e ninguém tem a menor ideia de quando eles vão decidir voltar para o trabalho. Com isso a população sofre tendo que ou pagar altas quantias em táxi ou aventurar-se a andar pela cidade que passa por um inverno no qual a temperatura constantemente passa dos menos 20.

## Cultura
Ottawa possui mais de 3 230 hectares de parques  fazendo de Ottawa a segunda cidade com mais área verde  depois de Edmonton. Ottawa sedia vários festivais e eventos conhecidos nacionalmente: como a Winterlude, realizada em fevereiro no Canal Rideau, é um carnaval de inverno. Outro evento é a Tulip Festival, um evento internacional, onde a cidade recebe, em cada primavera, centenas de milhares de tulipas, como presentes da Família Real Neerlandesa. Estas flores são plantadas em várias áreas da cidade. O Dia do Canadá, festejando o dia da independência, em todo 1 de julho. Milhares de pessoas de todas as partes do país vão a Ottawa para festejar o aniversário do Canadá.

### Esportes

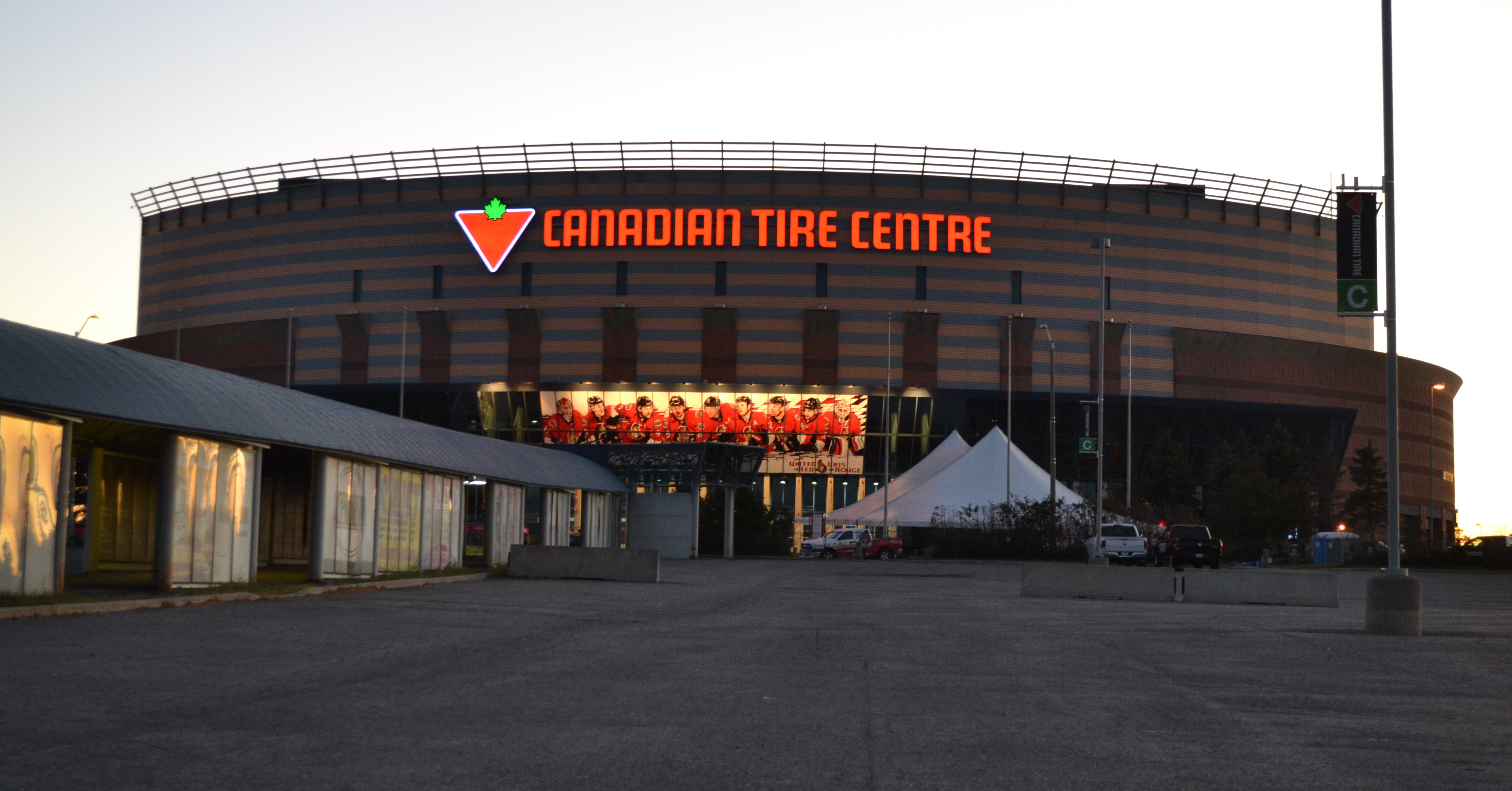
Canadian Tire Centre, casa do Ottawa Senators.

O Ottawa possui um time de hóquei no gelo atuando na NHL, o Ottawa Senators. Os Senators jogam no Canadian Tire Centre, antigo Scotiabank Place. O time recebeu esse nome em referência ao Ottawa Senators original que existiu de 1886 até 1934 e conquistou Copa Stanley 11 vezes. Ottawa também possui uma equipe juvenil de hóquei no gelo, o Ottawa 67's do Ontario Hockey League.
A cidade possuía um time de Futebol canadense presente na Canadian Football League, o Ottawa Renegades, que foi criado em 2002, mas suspendeu operações em 2006. Um novo time passou a disputar a CFL em 2014, chamado Ottawa RedBlacks, e jogará no estádio TD Place Stadium.
Ottawa também possuía um time de basebol de uma liga professional secundária, o Ottawa Lynx da International League, que jogava na minor league baseball AAA, patrocinado pelo Baltimore Orioles. O time foi transferido para Allentown, Pennsylvania ao fim da temporada de 2007. Um novo time, chamado Ottawa Rapidz ainda participou dessa mesma liga em 2008, mas acabou declarando falência ao final da temporada, e o fim do basebol profissional em Ottawa. Os fãs de basebol tiveram que se contentar com o Ottawa Fat Cats, que disputou uma liga amadora de Ontário nos anos de 2010 e 2011. Atualmente a prefeitura vem procurando trazer para a cidade um novo time na liga AA, provavelmente afiliado ao Toronto Blue Jays e que disputaria sua primeira temporada em 2015.
As duas principais universidades da cidade, a Universidade de Carleton e a Universidade de Ottawa, também possuem associações atléticas, Carleton Ravens e Ottawa Gee Gees, respectivamente.
O principal time de futebol de Ottawa é o Atlético Ottawa, ligado ao time espanhol Atlético de Madrid, que joga na Canadian Premier League, criado após a dissolução do Ottawa Fury Football Club.
Corridas de cavalos são realizados no Rideau Carleton Raceway, e eventos automobilísticos são realizados no Capital City Speedway. Ottawa também possui um time professional de hóquei no gelo feminino, o Ottawa Raiders. Ottawa sediará o Campeonato Mundial de Hóquei no Gelo Juvenil de 2007.
A cidade também suporta muitas atividades esportivas casuais, tais como patinação no Canal Rideau e curling, no inverno, e ciclismo e jogging ao longo do Rio Ottawa, Canal Rideau e Rio Rideau no verão, ultimate o ano inteiro, esquiagem e caminhadas no Greenbelt e no Gatineau Park, nautismo no Lac Deschenes, parte do Rio Ottawa, e golfe, e uma das várias pistas de golfe da cidade. Durante os meses mais frios de inverno, há pesca no gelo no Rio Ottawa. Ottawa possui vários clubes de cricket.